# Échelle diatonique
Pour les articles homonymes, voir Échelle.

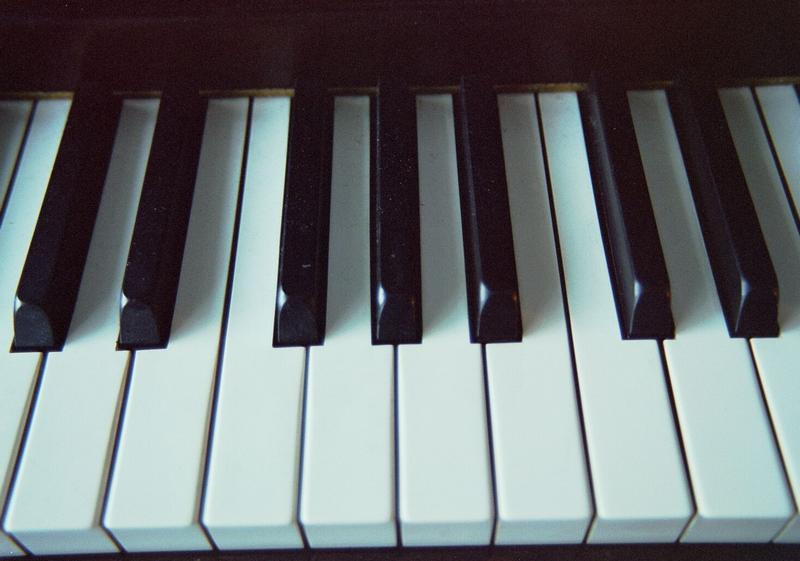
Les touches blanches du clavier du piano sont construites sur les intervalles de l'échelle diatonique

Une échelle ou gamme diatonique est une échelle musicale heptatonique (qui contient 7 degrés), composée de 5 tons et 2 demi-tons, les deux demi-tons étant toujours séparés par 2 ou 3 tons. Cette forme d'échelle est à l'origine de la musique savante occidentale. 
Chaque degré porte un nom, du grave vers l'aigu : do, ré, mi, fa, sol, la, si et à nouveau do (l'ensemble se répétant de manière cyclique, au grave comme à l'aigu).
En divisant tous les tons en demi-tons (chaque degré peut être « altéré », c'est-à-dire abaissé ou élevé d'un demi-ton), on obtient une échelle chromatique.

## Structure
L'échelle diatonique prend la forme d'une succession de groupes alternés de deux et trois tons, chacun séparé du suivant (et du précédent) par un demi-ton diatonique. Dans l'échelle diatonique naturelle — c'est-à-dire en l'absence de toute altération —, les deux demi-tons sont situés l'un entre mi et fa, l'autre entre si et do.
N.B. : une gamme diatonique peut être construite à partir de n'importe quelle note (do, do♯ ou ré♭, ré, ré♯…).
On peut représenter celle-ci de manière verticale ou sous forme cyclique. Exemple avec la gamme de do majeur :
| Représentation verticale de l'échelle diatonique | Représentation cyclique de l'échelle diatonique |
| Représentation verticale de l'échelle diatonique | Représentation cyclique de l'échelle diatonique |

La forme cyclique de l'échelle vient de la répétition à l'identique, dans chaque octave, de la gamme heptatonique de base.